# Тимчасовий уряд Ізраїлю
Тимчасовий уряд Ізраїлю (івр. הַמֶמְשָׁלָה הַזְמַנִּית , трансліт. «Га-Мемшала-га-Зманіт») — тимчасовий уряд Ізраїлю, який керував єврейською громадою в Підмандатній Палестині, а згодом і новоствореною Державою Ізраїль, до формування першого уряду в березні 1949 року після перших виборів у Кнесет у січні того ж року.
Оскільки британський мандат на Палестину закінчувався 15 травня 1948 року, керівний орган єврейської громади, Єврейська національна рада (JNC), ще 2 березня 1948 року розпочала формувати тимчасовий єврейський уряд. 12 квітня 1948 року вона утворила Мінгелет-га-Ам (івр. מנהלת העם, букв. «Народна адміністрація»), всі члени якої були обрані з Моецет-га-Ам («Народна рада»), тимчасового законодавчого органу, створеного одночасно. Відомча структура JNC послужила основою для тимчасових урядових міністерств.
| Народне управління (Мінхелет ХаАм)               | Народне управління (Мінхелет ХаАм) | Народне управління (Мінхелет ХаАм) | Народне управління (Мінхелет ХаАм) |
| Посада                                           | Особа                              | Партія                             | Партія                             |
| ------------------------------------------------ | ---------------------------------- | ---------------------------------- | ---------------------------------- |
| прем'єр-міністр міністр оборони                  | Давид Бен-Ґуріон                   |                                    | «Мапай»                            |
| Міністр сільського господарства                  | Агарон Цізлінґ                     |                                    | «Мапам»                            |
| Міністр фінансів                                 | Еліезер Каплан                     |                                    | «Мапай»                            |
| міністра закордонних справ                       | Моше Шарет                         |                                    | «Мапай»                            |
| міністр охорони здоров'я міністр імміграції      | Хаїм Моше Шапіра                   |                                    | «Га-Поель Га-Мізрахі»              |
| міністра внутрішніх справ                        | Іцхак Грюнбаум                     |                                    | Незалежний                         |
| Міністр юстиції                                  | Пінхас Розен                       |                                    | «Нова алія» / «Прогресивна партія» |
| Міністр праці та будівництва                     | Мордехай Бентов                    |                                    | «Мапам»                            |
| Міністр поліції міністр у справах меншин Ізраїлю | Бхор Шалом Шитріт                  |                                    | «Сефарди та східні громади»        |
| Міністр релігій                                  | Єгуда Лейб Маймон                  |                                    | «Мізрахі»                          |
| Міністр торгівлі та промисловості                | Перец Бернштейн                    |                                    | «Партія загальних сіоністів»       |
| Міністр транспорту                               | Давід Ремез                        |                                    | «Мапай»                            |
| Міністр у справах жертв війни                    | Єгуда Лейб Маймон                  |                                    | «Мізрахі»                          |
| Міністр добробуту                                | Їцхак-Меїр Левін                   |                                    | «Аґудат Їсраель»                   |

12 травня Мінгелет-га-Ам зібрався, щоб проголосувати щодо незалежності. Троє із тринадцяти членів були відсутні, Єгуда Лейб Маймон та Ісаак Грюнбаум застрягли в Єрусалимі, а Їцхак-Меїр Левін перебував у Сполучених Штатах. Зустріч розпочалася о 01:45 дня і закінчилася після півночі. Вибирали між прийняттям американської пропозиції про перемир'я або оголошенням незалежності. Останній варіант був поставлений на голосування, і шість з десяти присутніх депутатів підтримали його:
- «За» : Давид Бен-Ґуріон, Мордехай Бентов, Моше Шарет («Мапай»), Перец Бернштейн («Партія загальних сіоністів»), Хаїм Моше Шапіра («Га-Поель Га-Мізрахі»), Агарон Цізлінґ («Мапам»).
- «Проти» : Еліезер Каплан, Давід Ремез («Мапай»), Пінхас Розен (Партія «Нова алія»), Бхор Шалом Шитріт («Сефарди та східні громади»).

14 травня, в день проголошення Ізраїлем незалежності, Мінгелет-га-Ам став Тимчасовим урядом, а «Моецет-га-Ам» став Тимчасовою державною радою. Тимчасовий уряд був одразу ж визнаний Сполученими Штатами як фактична влада Ізраїлю, потім Іраном (який проголосував проти плану ООН про поділ), Гватемалою, Ісландією, Нікарагуа, Румунією та Уругваєм. Радянський Союз надав офіційне визнання Ізраїлю 17 травня 1948 року, а тоді визнали Польща, Чехословаччина, Югославія, Ірландія та Південна Африка. Сполучені Штати розширили визнання до де-юре після перших виборів в Ізраїлі 31 січня 1949 року.

## Виноски
1. ↑  Nanette Dobrosky (1987). Palestine Israel US State Department Records. University Publications of America. с. 37. Архів оригіналу за 4 квітня 2013. Процитовано 25 жовтня 2011. [Архівовано 2014-07-16 у Wayback Machine.]
2. ↑  End of Palestine mandate [Архівовано 7 квітня 2010 у Wayback Machine.], The Times, 15 May 1948
3. ↑  Harry S. Truman Library and Museum. The Recognition of the State of Israel. Архів оригіналу за 8 лютого 2019. Процитовано 25 листопада 2011.
4. ↑  Hashim S. H. Behbehani (1986). The Soviet Union and Arab nationalism, 1917-1966. Routledge. с. 69. ISBN 978-0-7103-0213-7.
5. ↑  Press Release, 31 January 1949. Official File, Truman Papers [Архівовано 7 грудня 2017 у Wayback Machine.] Truman Library
6. ↑  The Recognition of the State of Israel: Introduction [Архівовано 8 лютого 2019 у Wayback Machine.] Truman Library